# Fissidens javanicus
Fissidens javanicus är en bladmossart som beskrevs av Frans François Dozy och Molkenboer 1855. Fissidens javanicus ingår i släktet fickmossor, och familjen Fissidentaceae. Inga underarter finns listade i Catalogue of Life.